# 西加茂郡
西加茂郡（日语：／ Nishikamo gun */?）為過去位於日本愛知縣北部的郡，已於2010年因無所屬町村而消失。
在1878年實施郡區町村編制法時的轄區包括現在的三好市的全部地區及豐田市的西北部地區。

## 歷史
過去在令制國時代屬於三河國加茂郡，1878年愛知縣實施郡區町村編製法時，加茂郡被拆分並設置為近代的行政區劃「東加茂郡」和「西加茂郡」兩郡，並在舉母村（位於現在的豐田市）「西加茂郡役所」。

### 沿革

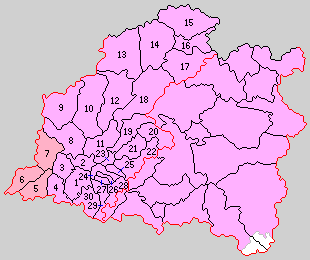
1889年西加茂郡轄下的行政區劃：1.舉母村、2.梅坪村、3.宮口村、4.逢妻村、5.明越村、6.三好村、7.莇生村、8.伊保村、9.橋見村、10.廣澤村、11.上鄉村、12.藤河村、13.高岡村、14.豐原村、15.福原村、16.清原村、17.本城村、18.富貴下村、19.石下瀨村、20.中野村、21.七重村、22.四谷村、23.平井村、24.寺部村、25.市木村、26.上野山村、27.涉川村、28.益富村、29.野見村、30.根川村
（桃色：現屬豐田市、橙色：現屬三好市）

- 1889年10月1日：實施町村制，西加茂郡下設：舉母村、梅坪村、宮口村、逢妻村（日语：逢妻村 (愛知県西加茂郡)）、明越村（日语：明越村）、三好村、莇生村（日语：莇生村）、伊保村（日语：伊保村 (愛知県)）、橋見村（日语：橋見村）、廣澤村（日语：広沢村 (愛知県)）、上鄉村（日语：上郷村 (愛知県西加茂郡)）、藤河村（日语：藤河村 (愛知県)）、高岡村（日语：高岡村 (愛知県西加茂郡)）、豐原村（日语：豊原村 (愛知県)）、福原村（日语：福原村 (愛知県)）、清原村（日语：清原村 (愛知県)）、本城村（日语：本城村 (愛知県)）、富貴下村（日语：富貴下村）、石下瀨村（日语：石下瀬村）、中野村（日语：中野村 (愛知県)）、七重村（日语：七重村 (愛知県)）、四谷村（日语：四谷村）、平井村、寺部村、市木村、上野山村、涉川村、益富村（日语：益富村）、野見村（日语：野見村 (愛知県西加茂郡)）、根川村（日语：根川村）。（30村）
- 1891年4月1日：實施郡制（日语：郡制）。[2]
- 1892年1月29日：舉母村改制為舉母町。（1町29村）
- 1906年7月1日：（1町7村）
  - 舉母町、梅坪村、根川村、宮口村、逢妻村合併為新設置的舉母町。
  - 益富村、野見村、寺部村、涉川村、上野山村、市木村、平井村和四谷村的岩瀧、矢並、池田地區合併為高橋村（日语：高橋村 (愛知県)）。[3]
  - 七重村、石下瀨村、中野村和富貴下村的藤澤、富田、松嶺、押澤地區、四谷村的元山中地區合併為石野村（日语：石野村）。[4]
  - 廣澤村、上鄉村和富貴下村的西廣瀨、西枝下地區合併為猿投村（日语：猿投町）。[5]
  - 橋見村和伊保村合併為保見村（日语：保見村）。
  - 三好村、明越村、莇生村合併為三好村。[6]
  - 豐原村、福原村、清原村、本城村合併為小原村（日语：小原村 (愛知県)）。[7]
  - 藤河村、高岡村和富貴下村的上川口、下川口、御作地區合併為藤岡村（日语：藤岡町 (愛知県)）。[8]
- 1923年4月1日：廢除郡會和郡參事會。[9]
- 1926年7月1日：廢除郡役所，此後郡不再作為行政區劃，只作為地名的表示。[9]
- 1951年3月1日：舉母町改制為舉母市[10]，並脫離西加茂郡。（7村）
- 1953年4月1日：猿投村改制為猿投町（日语：猿投町）。[5]（1町6村）
- 1955年3月1日：猿投町、保見村、石野村合併為新設置的猿投町（日语：猿投町）。[5]（1町4村）
- 1956年9月30日：高橋村被併入舉母市。[10]（1町3村）
- 1958年4月1日：三好村改制為三好町。[6]（2町2村）
- 1967年4月1日：猿投町被併入豐田市。[10]（1町2村）
- 1978年4月1日：藤岡村改制為藤岡町（日语：藤岡町 (愛知県)）。[8]（2町1村）
- 2005年4月1日：藤岡町、小原村被併入豐田市。[10]（1町）
- 2010年1月4日：三好町改制並更名為三好市[6]，同時西加茂郡因無所屬町村而消失。

### 變遷表
| 1889年10月1日             | 1889年 - 1944年                  | 1889年 - 1944年           | 1945年 - 1954年           | 1955年 - 1989年           | 1955年 - 1989年           | 1989年 - 現在                   | 現在                            |
| ------------------------- | -------------------------------- | ------------------------- | ------------------------- | ------------------------- | ------------------------- | ------------------------------- | ------------------------------- |
| 藤河村                    | 藤河村                           | 1906年7月1日 合併為藤岡村 | 1906年7月1日 合併為藤岡村 | 1906年7月1日 合併為藤岡村 | 1978年4月1日 改制為藤岡町 | 2005年4月1日 併入豐田市         | 豐田市                          |
| 高岡村                    |                                  | 1906年7月1日 合併為藤岡村 | 1906年7月1日 合併為藤岡村 | 1906年7月1日 合併為藤岡村 | 1978年4月1日 改制為藤岡町 | 2005年4月1日 併入豐田市         | 豐田市                          |
| 豐原村                    | 豐原村                           | 1906年7月1日 合併為小原村 | 1906年7月1日 合併為小原村 | 1906年7月1日 合併為小原村 | 1906年7月1日 合併為小原村 | 2005年4月1日 併入豐田市         | 豐田市                          |
| 福原村                    |                                  | 1906年7月1日 合併為小原村 | 1906年7月1日 合併為小原村 | 1906年7月1日 合併為小原村 | 1906年7月1日 合併為小原村 | 2005年4月1日 併入豐田市         | 豐田市                          |
| 清原村                    |                                  | 1906年7月1日 合併為小原村 | 1906年7月1日 合併為小原村 | 1906年7月1日 合併為小原村 | 1906年7月1日 合併為小原村 | 2005年4月1日 併入豐田市         | 豐田市                          |
| 本城村                    |                                  | 1906年7月1日 合併為小原村 | 1906年7月1日 合併為小原村 | 1906年7月1日 合併為小原村 | 1906年7月1日 合併為小原村 | 2005年4月1日 併入豐田市         | 豐田市                          |
| 伊保村                    | 伊保村                           | 1906年7月1日 合併為保見村 | 1906年7月1日 合併為保見村 | 1955年3月1日 合併為猿投町 | 1967年4月1日 併入豐田市   | 豐田市                          | 豐田市                          |
| 橋見村                    |                                  | 1906年7月1日 合併為保見村 | 1906年7月1日 合併為保見村 | 1955年3月1日 合併為猿投町 | 1967年4月1日 併入豐田市   | 豐田市                          | 豐田市                          |
| 廣澤村                    | 廣澤村                           | 1906年7月1日 合併為猿投村 | 1953年4月1日 改制為猿投町 | 1955年3月1日 合併為猿投町 | 1967年4月1日 併入豐田市   | 豐田市                          | 豐田市                          |
| 上鄉村                    |                                  | 1906年7月1日 合併為猿投村 | 1953年4月1日 改制為猿投町 | 1955年3月1日 合併為猿投町 | 1967年4月1日 併入豐田市   | 豐田市                          | 豐田市                          |
| 富貴下村                  |                                  |                           | 1953年4月1日 改制為猿投町 | 1955年3月1日 合併為猿投町 | 1967年4月1日 併入豐田市   | 豐田市                          | 豐田市                          |
| 1906年7月1日 合併為石野村 |                                  |                           |                           | 1955年3月1日 合併為猿投町 | 1967年4月1日 併入豐田市   | 豐田市                          | 豐田市                          |
| 石下瀨村                  |                                  |                           |                           | 1955年3月1日 合併為猿投町 | 1967年4月1日 併入豐田市   | 豐田市                          | 豐田市                          |
| 中野村                    |                                  |                           |                           | 1955年3月1日 合併為猿投町 | 1967年4月1日 併入豐田市   | 豐田市                          | 豐田市                          |
| 七重村                    |                                  |                           |                           | 1955年3月1日 合併為猿投町 | 1967年4月1日 併入豐田市   | 豐田市                          | 豐田市                          |
| 四谷村                    |                                  |                           |                           | 1955年3月1日 合併為猿投町 | 1967年4月1日 併入豐田市   | 豐田市                          | 豐田市                          |
| 1906年7月1日 合併為高橋村 | 1906年7月1日 合併為高橋村        | 1956年9月30日 併入舉母市  | 1959年1月1日 更名為豐田市 |                           |                           | 豐田市                          | 豐田市                          |
| 1906年7月1日 合併為高橋村 | 1906年7月1日 合併為高橋村        | 1956年9月30日 併入舉母市  | 1959年1月1日 更名為豐田市 | 平井村                    |                           | 豐田市                          | 豐田市                          |
| 1906年7月1日 合併為高橋村 | 1906年7月1日 合併為高橋村        | 1956年9月30日 併入舉母市  | 1959年1月1日 更名為豐田市 | 寺部村                    |                           | 豐田市                          | 豐田市                          |
| 1906年7月1日 合併為高橋村 | 1906年7月1日 合併為高橋村        | 1956年9月30日 併入舉母市  | 1959年1月1日 更名為豐田市 | 市木村                    |                           | 豐田市                          | 豐田市                          |
| 1906年7月1日 合併為高橋村 | 1906年7月1日 合併為高橋村        | 1956年9月30日 併入舉母市  | 1959年1月1日 更名為豐田市 | 上野山村                  |                           | 豐田市                          | 豐田市                          |
| 1906年7月1日 合併為高橋村 | 1906年7月1日 合併為高橋村        | 1956年9月30日 併入舉母市  | 1959年1月1日 更名為豐田市 | 涉川村                    |                           | 豐田市                          | 豐田市                          |
| 1906年7月1日 合併為高橋村 | 1906年7月1日 合併為高橋村        | 1956年9月30日 併入舉母市  | 1959年1月1日 更名為豐田市 | 益富村                    |                           | 豐田市                          | 豐田市                          |
| 1906年7月1日 合併為高橋村 | 1906年7月1日 合併為高橋村        | 1956年9月30日 併入舉母市  | 1959年1月1日 更名為豐田市 | 野見村                    |                           | 豐田市                          | 豐田市                          |
| 舉母村                    | 1892年1月29日 舉母村改制為舉母町 | 1906年7月1日 合併為舉母町 | 1959年1月1日 更名為豐田市 | 1951年3月1日 改制為舉母市 | 1951年3月1日 改制為舉母市 | 豐田市                          | 豐田市                          |
| 梅坪村                    |                                  | 1906年7月1日 合併為舉母町 | 1959年1月1日 更名為豐田市 | 1951年3月1日 改制為舉母市 | 1951年3月1日 改制為舉母市 | 豐田市                          | 豐田市                          |
| 宮口村                    |                                  | 1906年7月1日 合併為舉母町 | 1959年1月1日 更名為豐田市 | 1951年3月1日 改制為舉母市 | 1951年3月1日 改制為舉母市 | 豐田市                          | 豐田市                          |
| 逢妻村                    |                                  | 1906年7月1日 合併為舉母町 | 1959年1月1日 更名為豐田市 | 1951年3月1日 改制為舉母市 | 1951年3月1日 改制為舉母市 | 豐田市                          | 豐田市                          |
| 根川村                    |                                  | 1906年7月1日 合併為舉母町 | 1959年1月1日 更名為豐田市 | 1951年3月1日 改制為舉母市 | 1951年3月1日 改制為舉母市 | 豐田市                          | 豐田市                          |
| 明越村                    | 明越村                           | 1906年7月1日 合併為三好村 | 1906年7月1日 合併為三好村 | 1906年7月1日 合併為三好村 | 1958年4月1日 改制為三好町 | 2010年1月4日 改制並更名為三好市 | 2010年1月4日 改制並更名為三好市 |
| 三好村                    |                                  | 1906年7月1日 合併為三好村 | 1906年7月1日 合併為三好村 | 1906年7月1日 合併為三好村 | 1958年4月1日 改制為三好町 | 2010年1月4日 改制並更名為三好市 | 2010年1月4日 改制並更名為三好市 |
| 莇生村                    |                                  | 1906年7月1日 合併為三好村 | 1906年7月1日 合併為三好村 | 1906年7月1日 合併為三好村 | 1958年4月1日 改制為三好町 | 2010年1月4日 改制並更名為三好市 | 2010年1月4日 改制並更名為三好市 |

## 外部連結
- （日語） 豐田加茂合併協議会